# زويلة
زويلة هي قرية في جنوب غرب ليبيا. فتحها عقبة بن نافع الفهري حوالي العام 22 هـ، وهي بذلك دليل على وصول الفتح الإسلامي إلى فزان. وتعتبر من أقدم مراكز العمران في ليبيا. وكان لها علاقات تجارية مع مصر، وواحات نطاق السودان. وقد جعلها عبيد الله المهدي الخليفة الفاطمي مسكناً لرعيته.
تقع المدينة على بعد 140 كم إلى الشرق من مدينة مرزق وتعتبر المدينة من أهم مواقع التراث الإسلامي في ليبيا وكانت تقع قديما على طريق مدن القوافل التجارية، وكانت أحد مراكز التجارة مع إفريقيا ومحطة من محطات القوافل ويذكر باب زويلة في القاهرة في مدينة القاهرة الذي تخرج منه القوافل المتجه إلى إفريقيا السودان الغربي عن طريق مدينة زويلة.
عثر على معالم أثرية إسلامية ترجع إلى العهد الفاطمي، وقد عرفت زويلة بعد الفتح الاسلامى بلد الأشراف كما عرفت زويلة بنى خطاب. وقد وصفها بعض الجغرافيين والرحالة العرب وأثنوا على منتجاتها فقد وصفها البكرى في المسالك والممالك وهو من أهالي القرن الخامس الهجري بقوله”وهي مدينة غير مسورة في وسط الصحراء وهي أول بلاد السودان وبها جامع وحمام وأسواق يجتمع بها الرفاق من كل جهة منها ومنها يفترق قاصدهم وتتشعب طرقهم وبها نخيل وبساط للزرع يسقى الإبل” وتشتهر بالجلود الزويلية.

## معالم المدينة
ومن أهم معالم مدينة زويلة الأثرية التي مازالت قائمة الأضرحة السبعة لحكام زويلة من أسرة بنى الخطاب الذين حكموا من أواخر القرن الثالث الهجري حتى سنة 568هـ حين قضى قراقوش أحد قادة الدولة الأيوبية على حكمهم بمدينة زويلة وقتل آخر ملوكهم محمد بن الخطاب وخطب فيها لصلاح الدين الأيوبي.
تم العثور على دينار اسلامى من الذهب سُك بدار السكة بالمدينة زمن الخليفة الفاطمي الظاهر سنة 414هـ، وتعد بقايا المسجد العتيق بزويلة من أهم المعالم الإسلامية بها.